# キャンプ・シュワブ

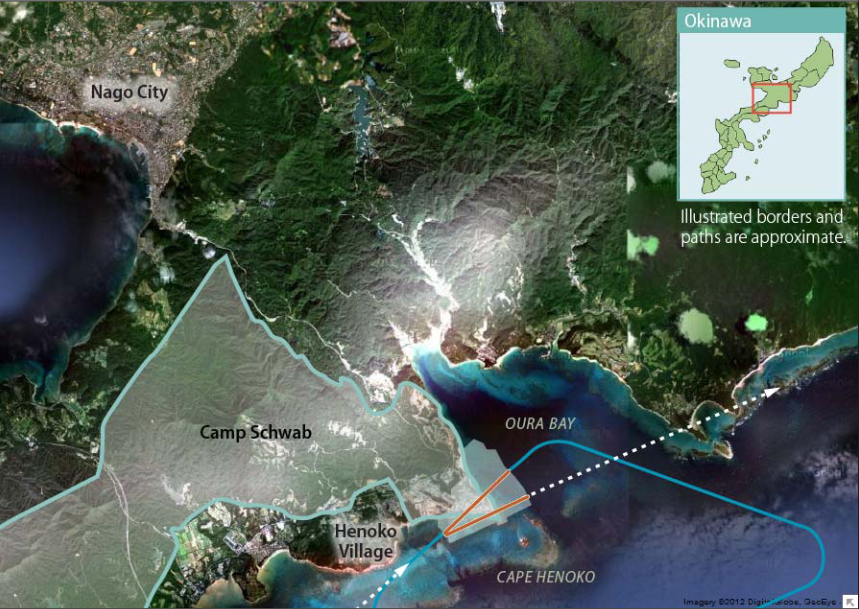
キャンプ・シュワブと、新基地建設のため、埋め立て中の辺野古・大浦湾。

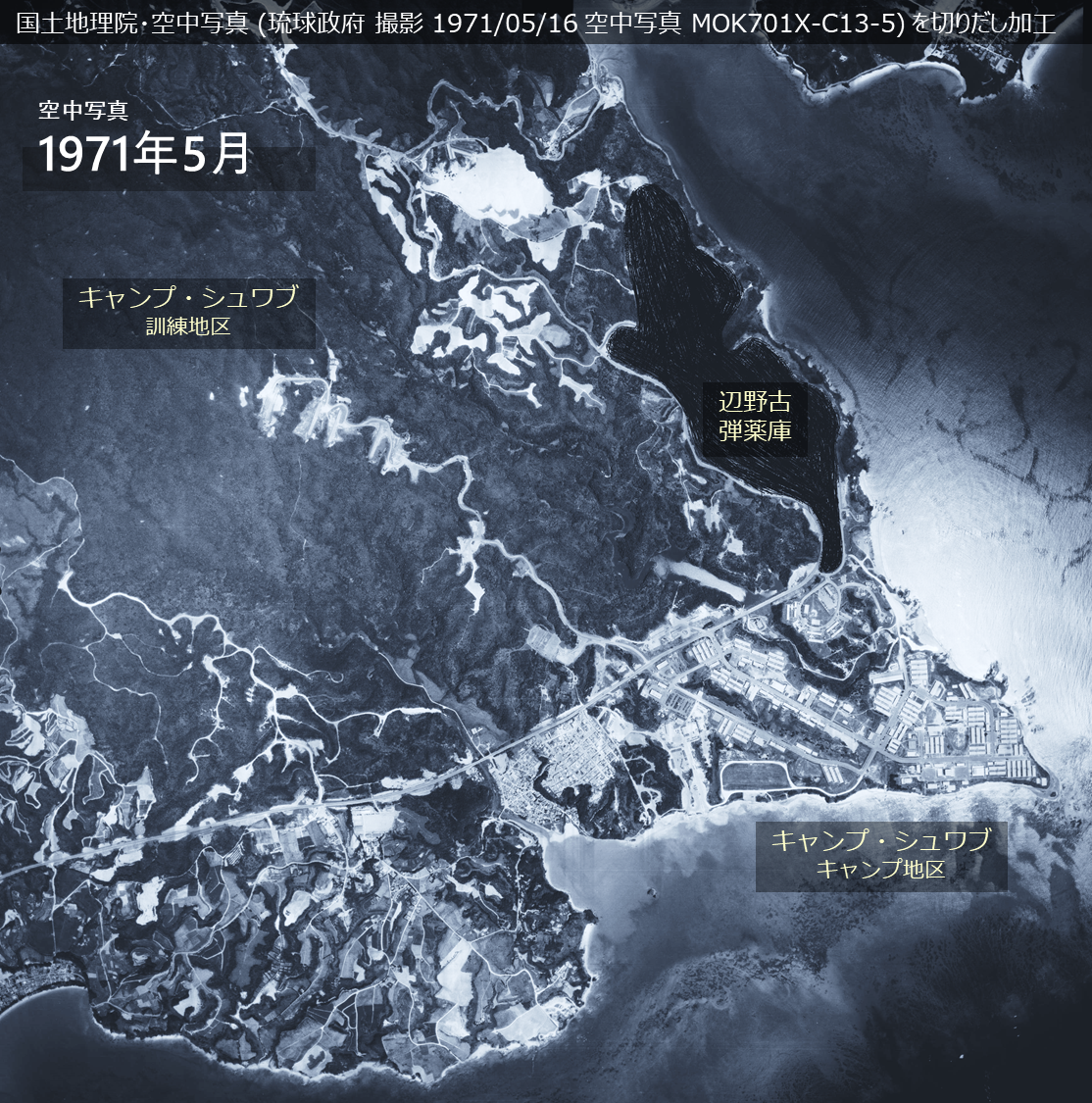
空中写真で黒塗りされているのが、隣接する辺野古弾薬庫 (1971年 琉球政府 国土地理院)

キャンプ・シュワブ（英語: Camp Schwab）は、沖縄県名護市と国頭郡宜野座村にまたがる在日米軍海兵隊の基地。総面積は、約20.63km2で、名護市の約1割を占めている。施設・区域の上空2000フィートまで米軍による使用が認められている。キャンプ名は、1945年（昭和20年）5月7日に沖縄戦で戦死し名誉勲章を受章したアルバート・アーネスト・シュワブ一等兵（Albert Earnest Schwab）の名に因む。
キャンプ・シュワブは国道329号から西海岸に立地するキャンプ地区と海岸段丘から辺野古岳と久志岳にわたる訓練地区（中部訓練場）からなる。キャンプ地の北側には辺野古弾薬庫が、また訓練地区の南側はキャンプ・ハンセンと隣接し、沖縄本島中部を分断する広大な中部訓練場の北側部分を構成している。

## 基地概要
- 所在地：名護市（字豊原、字辺野古、字久志、字許田、字数久田、字世冨慶）、宜野座村（字松田）
- 面積：20,626千m2
- 市町村別面積比率：名護市 99%(約20.43km2)、宜野座村 1%(約0.2km2)
- 管理部隊：在沖米海兵隊基地司令部
- 地主数：752人
- 年間賃借料：2,639百万円（2012年度度実績）
- 駐留軍従業員数：242人[1]

キャンプシュワブの北側に隣接し辺野古弾薬庫がある。
| キャンプ・シュワブに隣接する米軍基地 |                    |                               |
| FAC6009                              | キャンプ・シュワブ | キャンプ・シュワブ            |
| FAC6009                              | キャンプ・シュワブ | キャンプ・シュワブ訓練場      |
| FAC6009                              | キャンプ・シュワブ | キャンプ・シュワブLST繋留施設 |
| FAC6010                              | 辺野古弾薬庫       | 辺野古弾薬庫                  |
| FAC6010                              | 辺野古弾薬庫       | 辺野古海軍弾薬庫              |
| FAC6011                              | キャンプ・ハンセン | キャンプ・ハンセン            |
| FAC6011                              | キャンプ・ハンセン | キャンプ・ハンセン訓練場      |

### 使用部隊と任務

#### 使用部隊
第３海兵遠征軍第３海兵師団（第４海兵連隊、戦闘強襲大隊及び第３偵察大隊）、その他（陸軍、海軍、空軍がレンジ等を使用）
使用目的：宿舎、各種娯楽施設、管理事務所及び訓練場

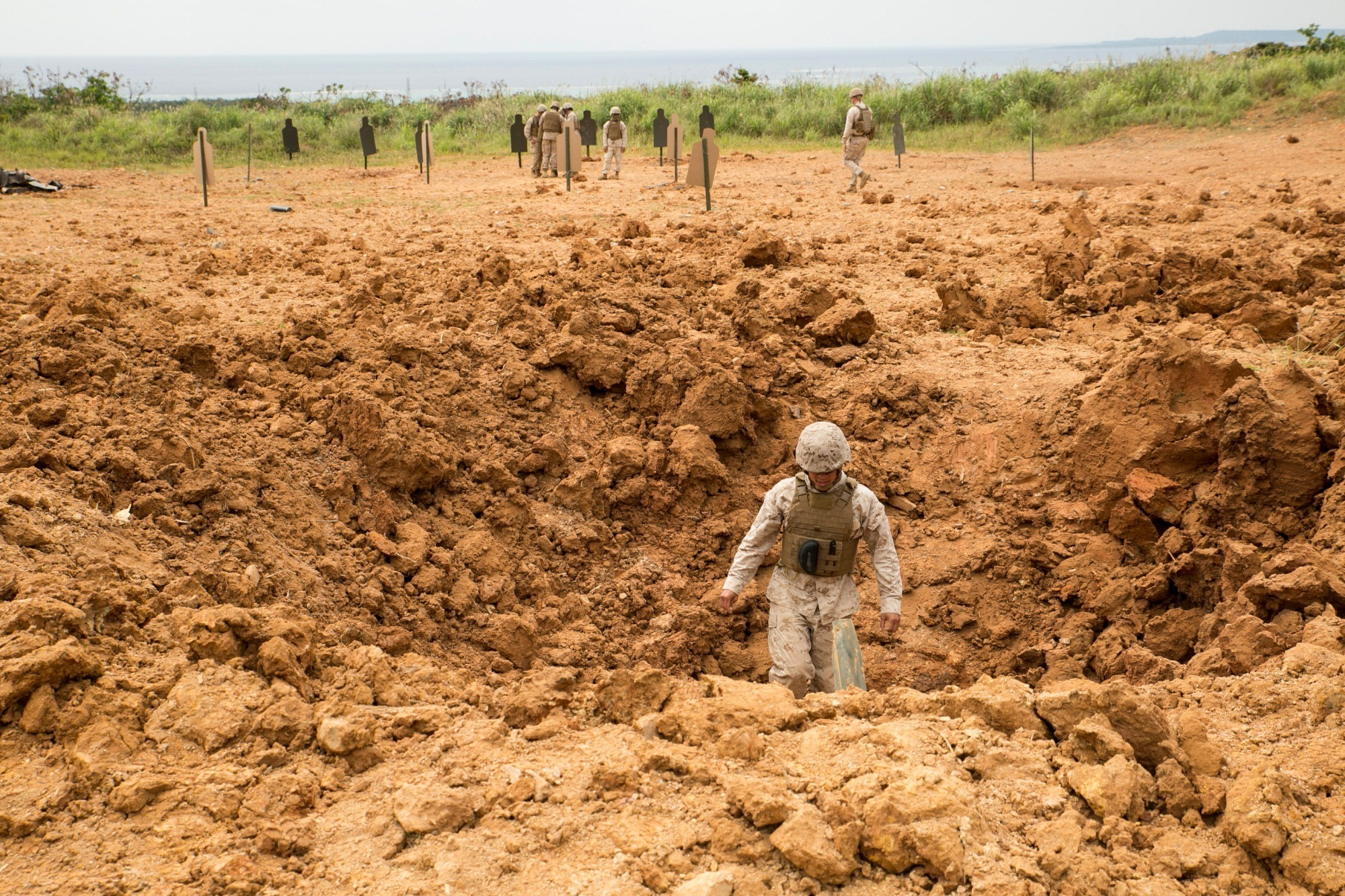
デモリション演習の爆破でできたクレーター。

## 地理

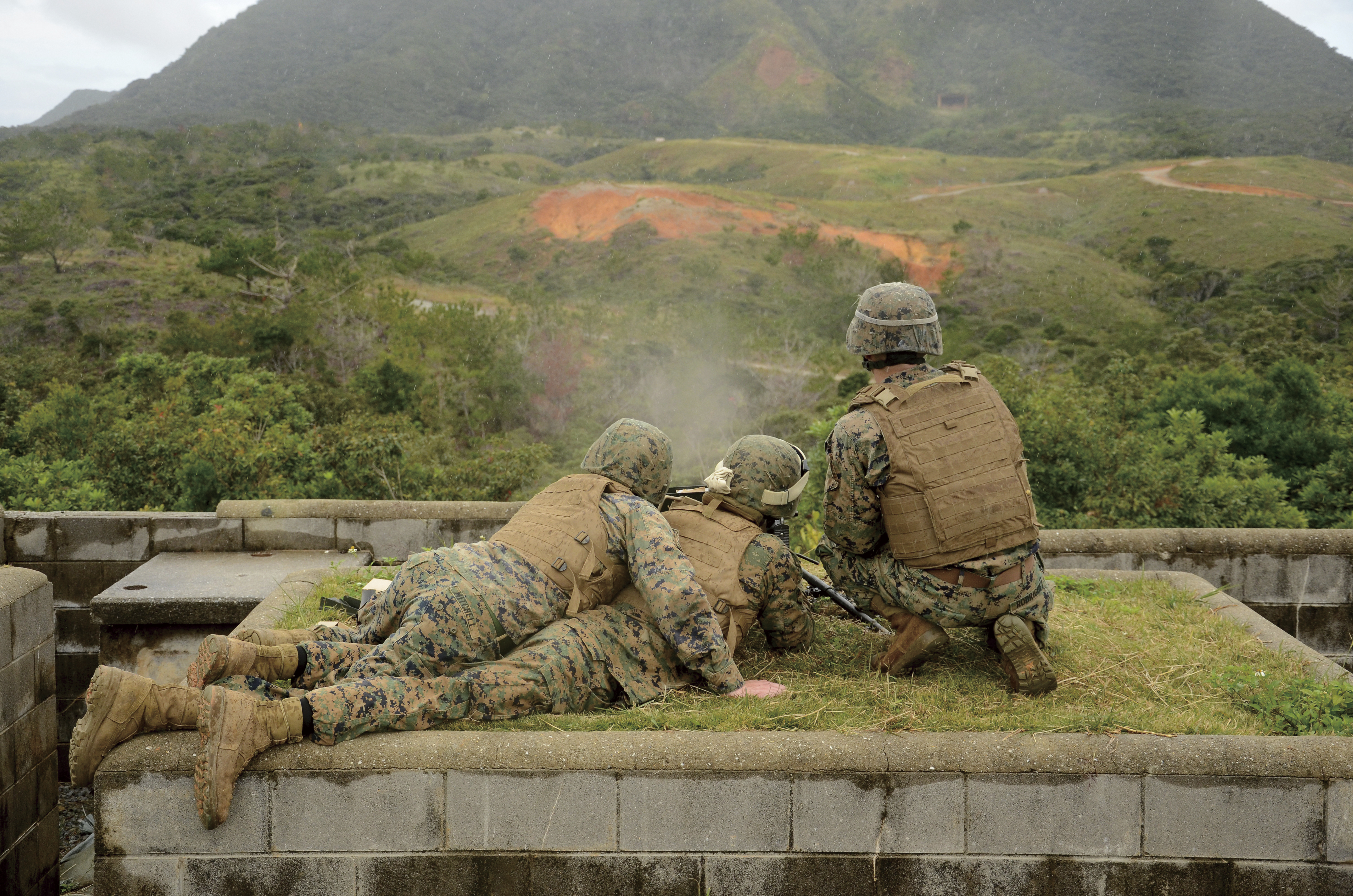
久志岳の麓の着弾地区と廃弾処理場

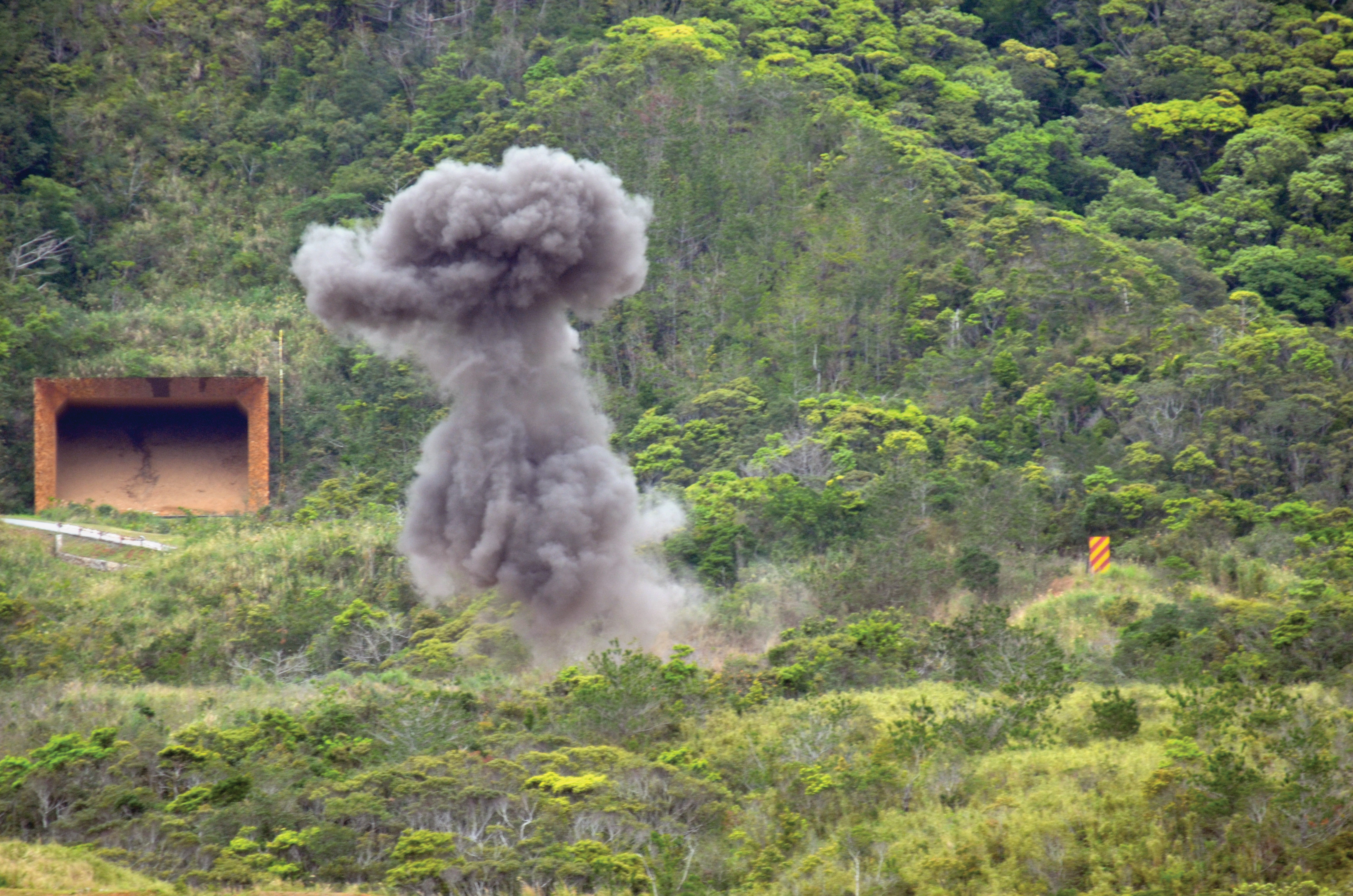
キャンプ・シュワブでの廃弾処理

国道329号（※同時に国道331号も重複）より西側の内陸部に位置するシュワブ訓練地区と、東側海岸部となるキャンプ地区に分かれている。

北側には辺野古弾薬庫が隣接。またシュワブ訓練地区は、中部訓練地域（Central Training Area）と呼ばれる大きな演習場の北側を形成し、以南は、キャンプ・ハンセン訓練地区に隣接している。

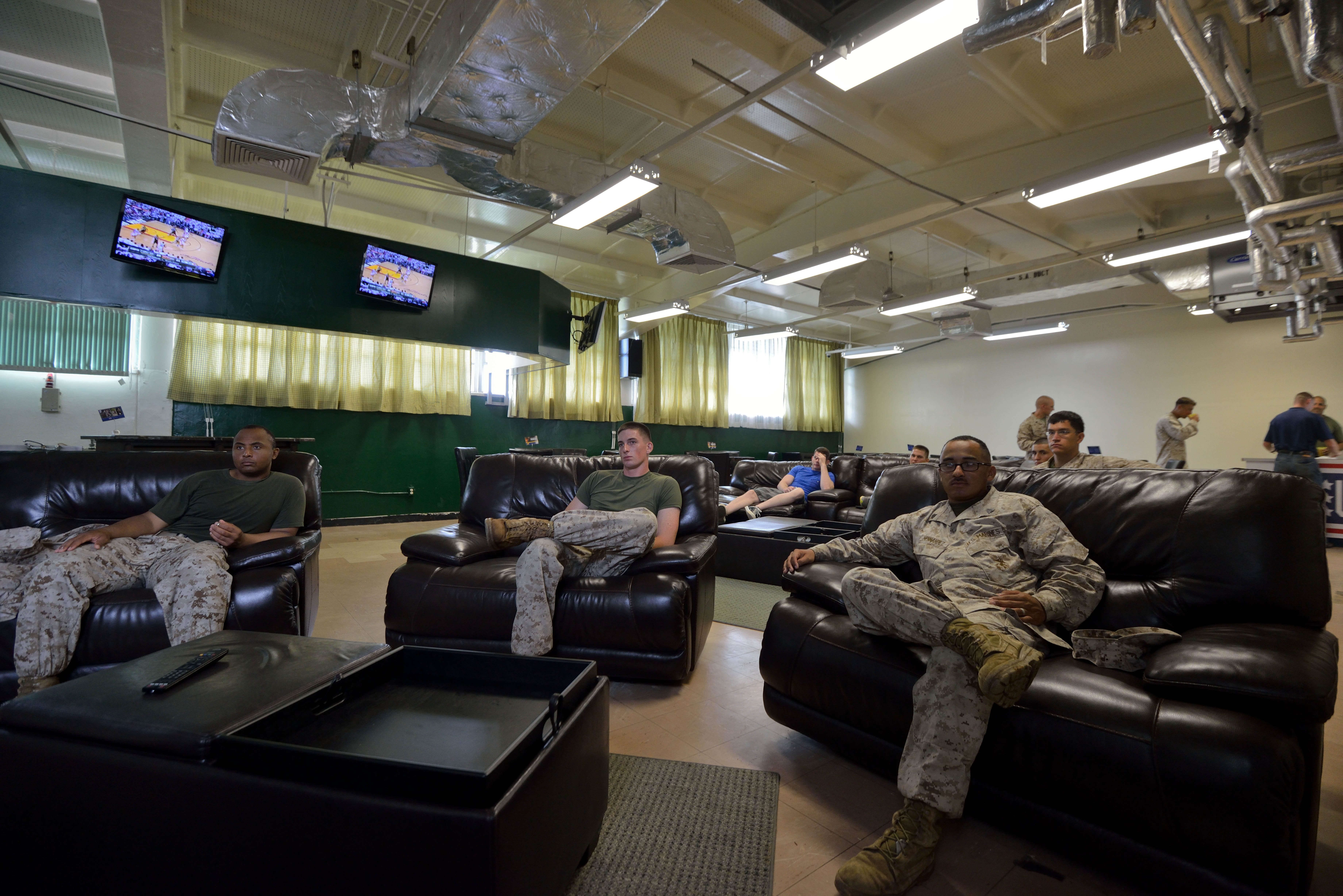
キャンプ・シュワブ内USO (米国慰問協会) に新設されたスポーツラウンジ (2013年)

また海岸には LST (戦車揚陸艦) と水陸両用車の強襲揚陸演習のできる海兵演習場と訓練海域がある。久志岳の麓は実弾訓練の着弾地区となっているほか、廃弾処理場として使用されている。

## 沿革
- 1945年4月5日：米軍が辺野古にあった日本軍潜水艦基地を占領、辺野古区長崎原に駐留部隊基地を設営。6月には思原と下福地原に捕虜となった伊江村、今帰仁村、本部町の住民を集約して移送、大浦崎収容所を設営した。9月の段階で大浦崎2万2,470人、久志8,096人、合計で3万566人の民間人が収容された[2][3]。
- 1955年1月28日：朝鮮戦争の勃発を機に、琉球列島米国民政府は久志村に対し辺野古岳と久志岳一帯で実弾演習を行う旨を通告する。薪作りなど林業を主要産業にたよる地元が、森林の立ち入り禁止や火災で阻まれることに強い危機感を持った住民は演習に反対し、米民政府は3月4日に演習地計画を中止した。しかし米軍は7月22日に今度は山林を接収する通告をした。辺野古区の字誌『辺野古誌』によると、米民政府の土地係官が、これ以上反対を続けるなら住民が住んでいる集落地域の強制立ち退きも辞さない、その際には一切の補償もないと厳しく勧告してきたことが記されている[4]。本島で強制接収が相次いでいた当時の実情を視察して土地委員会はインフラ整備や保証費の条件を交換条件として宜野湾市の伊佐浜や伊江島のような「銃剣とブルドーザー」として知られる形の土地の強制接収を回避した。大阪の銭高組が工事を受注し、翌年から建設開始され、1959年8月に建設が完了した。
- 1972年5月15日：沖縄の復帰に伴い施設・区域が提供される。
- 1974年10月：那覇防衛施設局は、読谷村ボーロー・ポイント射撃場の不発弾処理施設をキャンプ・シュワブ内に移転する計画を明らかにする。

### キャンプ・シュワブの事故と事件
- 1961年7月11日：辺野古のバー店内で、女性従業員(47)が刃物で刺殺。海兵隊員2人が犯行を自供。1人は無期懲役。
- 1969年12月7日：午後0時5分頃シュワブ訓練場で訓練中の313師団所属のF105が墜落、乗員2名が死亡。
- 1974年10月23年：辺野古のカフェで女性経営者(52)が店内で就寝中、強盗目的の米兵(19)にブロックで殴られ死亡。翌年4月犯人の米兵が逮捕され、懲役13年の判決。
- 1978年12月29日：民家、畑、道路等にむけて水陸両用車から機関銃の誤射が放たれた。
- 1982年7月31日、名護市内で、シュワブ兵が、日本人女性を暴行殺害。
- 1984年5月18日：実弾射撃訓練で発射された機関銃弾が、区域外に停車していた車両に命中。
- 10月31日：飛行中のCH-53ヘリコプターのドアが民間地に落下。
- 1989年11月29日：米海軍USSオルデンドルクから飛び立ったSH2Fヘリが訓練中10時50分頃、辺野古崎の南東2、3キロの海上に墜落し、乗員3名の内1名が行方不明。
- 1990年1月10日：爆薬輸送車両が国道329号線で横転し辺野古区の民家のブロック塀に衝突、米兵1人が負傷。
- 1994年11月16日：訓練中のUH-1ヘリコプターが基地内で墜落、1名が死亡し4名が重軽傷。12月14日：米軍の大型貨物車両が国道329号で横滑りし、辺野古区歩道横の電柱をなぎ倒して3m下の土手に転落。
- 1996年12月16日：水陸両用車両2台が訓練中に沈没（乗組員は全員救助）。
- 2009年3月24日、基地近くで爆発が発生し、1人の海兵隊員が死亡し、2人が負傷した。海兵隊は、海兵隊が爆発が起こったときに不発弾を処理するための不発弾を準備する爆発物処理チームの一員であると発表した[5]。
- 2011年、元兵士の証言から枯葉剤 (エージェントオレンジ) が1960年代にキャンプシュワブと沖縄のその他の米軍基地で保管および使用されていたことが明らかになった[6]。米国政府は否定し、また日本政府は調査を拒否した[7]。1971年、沖縄のキャンプ・シュワブで海兵隊員スコット・パートンと枯葉剤 (エージェント・オレンジ) のドラム缶。

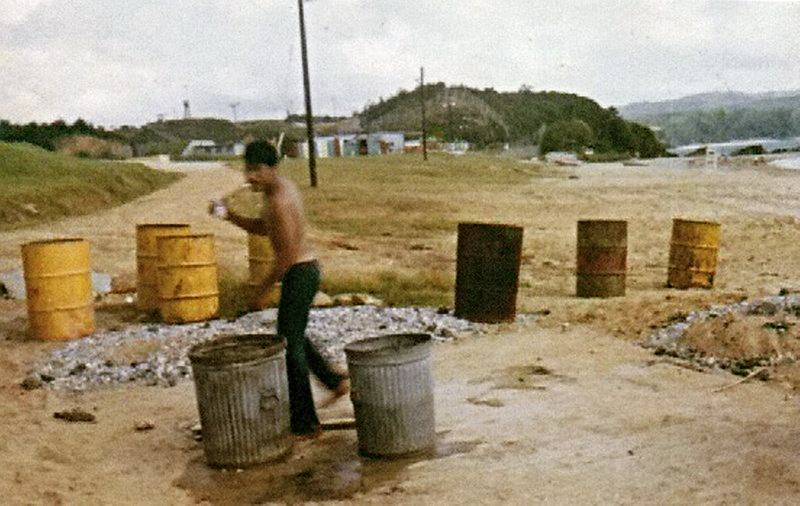
1971年、沖縄のキャンプ・シュワブで海兵隊員スコット・パートンと枯葉剤 (エージェント・オレンジ) のドラム缶。

- 2016年3月13日、シュワブ兵が那覇のホテルで福岡県からの観光客女性を性的暴行し逮捕される[8]。
- 2018年6月22日、シュワブレンジ10からの流れ弾が3.5km離れた西海岸にある数久田の小屋のガラス窓から部屋内に着弾した[9][10]。基地から最短でも1.2kmは離れた地域への着弾となる[11]。しかし米軍は捜査協力を拒み、補償が遅れ、所有者は自腹で修理を強いられた[12]。
- 2019年4月13日、シュワブ兵が北谷女性殺害事件をおこす。その後の調査で米軍憲兵隊 (MP) と県警の連携、女性側からのストーカーとレイプの訴えによる接近禁止の軍事保護命令やリバティー制度が徹底されず在沖海兵隊が外出許可を出していたことが問題となった。

### 実弾訓練による事件や火災
- 1975年3月11日：米軍第3海兵隊第12砲兵連隊は、シュワブ内県道104号線を封鎖し実弾射撃演習を強行。3月11日：シュワブで大規模な実弾射撃訓練を実施し、爆音、爆風、振動で、市民1人が負傷。民家の窓ガラスが割れ、保育所のドアが変形するなどの被害が報告された。6月30日：県道104号線を封鎖して実弾射撃演習を強行。
- 1981年8月14日：実弾射撃訓練により原野火災発生、約22,000m2が焼失。11月20日：実弾射撃訓練により原野火災発生、イタジイ林約60,000m2が焼失。
- 1982年2月19日：対戦車ミサイルの実弾射撃訓練により原野火災発生、約12,000m2が焼失。緊急消火のため辺野古ダムより無断で取水。
- 1985年8月29日：廃弾処理により原野火災発生、約10,000m2が焼失。
- 1986年10月8日：実弾射撃訓練により原野火災発生、約20,000m2が焼失。
- 1987年10月27日午前：国道58号線を走行中のタクシーにシュワブ演習場から米軍が発射したと思われる重機関銃弾があたる。
- 1992年4月23日：実弾射撃訓練により原野火災発生、約7,500m2が焼失。
- 1993年9月10日：実弾射撃訓練により原野火災発生、約90,000m2が焼失。
- 1994年9月13日：実弾射撃訓練により原野火災発生、約12,000m2が焼失。9月19日：実弾射撃訓練により原野火災発生、約40,000m2が焼失。11月3日：実弾射撃訓練により原野火災発生、約40,000m2が焼失。
- 1995年9月19日：実弾射撃訓練により原野火災発生、約10,000m2が焼失。12月4日：実弾射撃訓練により原野火災発生、約90,000m2が焼失。
- 2001年8月23日：実弾射撃訓練により原野火災発生、約18,000m2が焼失。
- 2002年2月5日：実弾射撃訓練により原野火災発生、約14,000m2が焼失。2月20日：実弾射撃訓練により原野火災発生、約285,000m2が焼失。

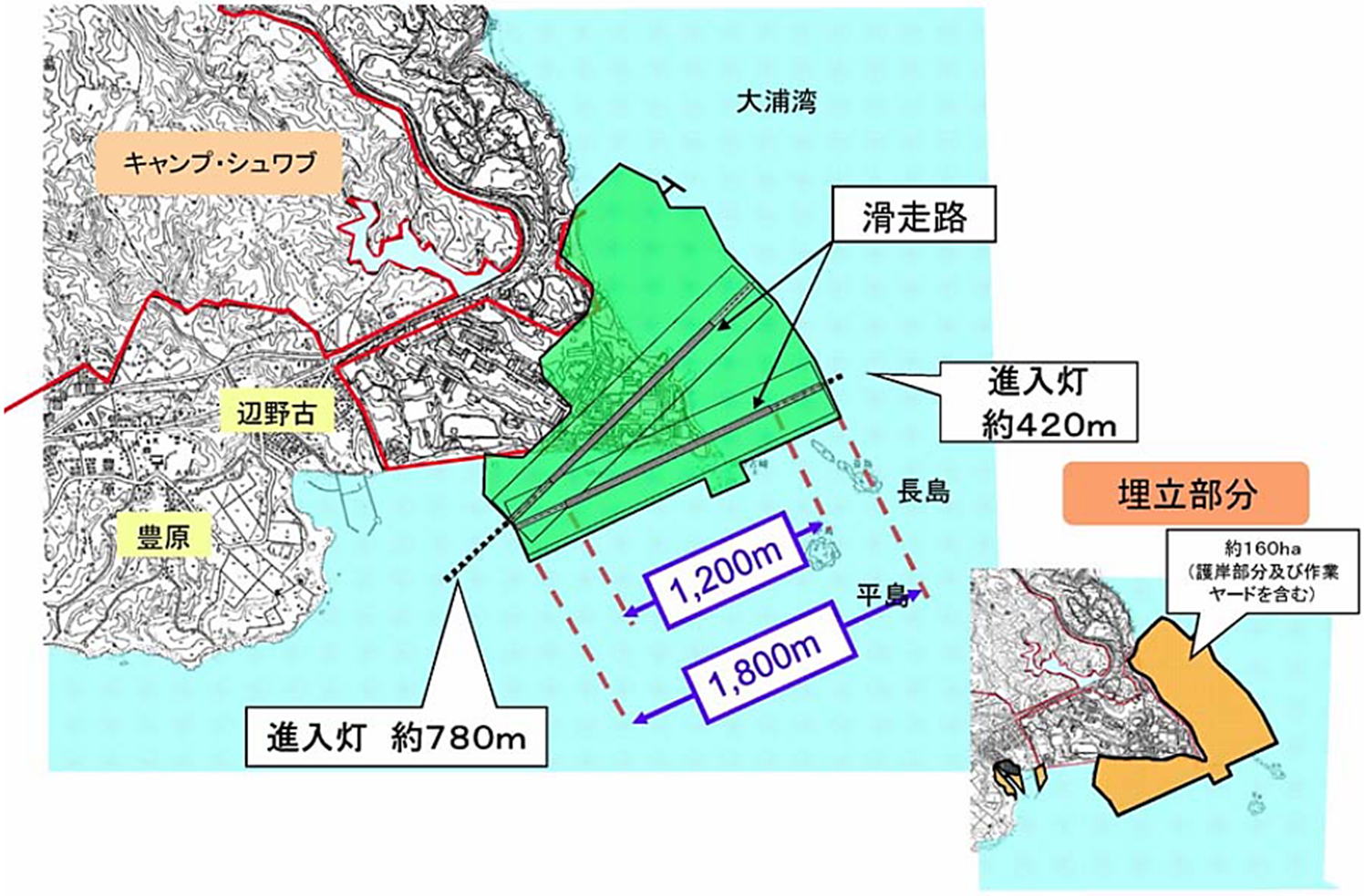

## 普天間飛行場の移設問題

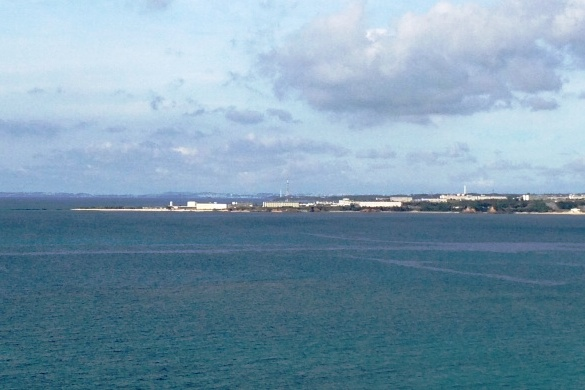
大浦湾とキャンプ・シュワブ

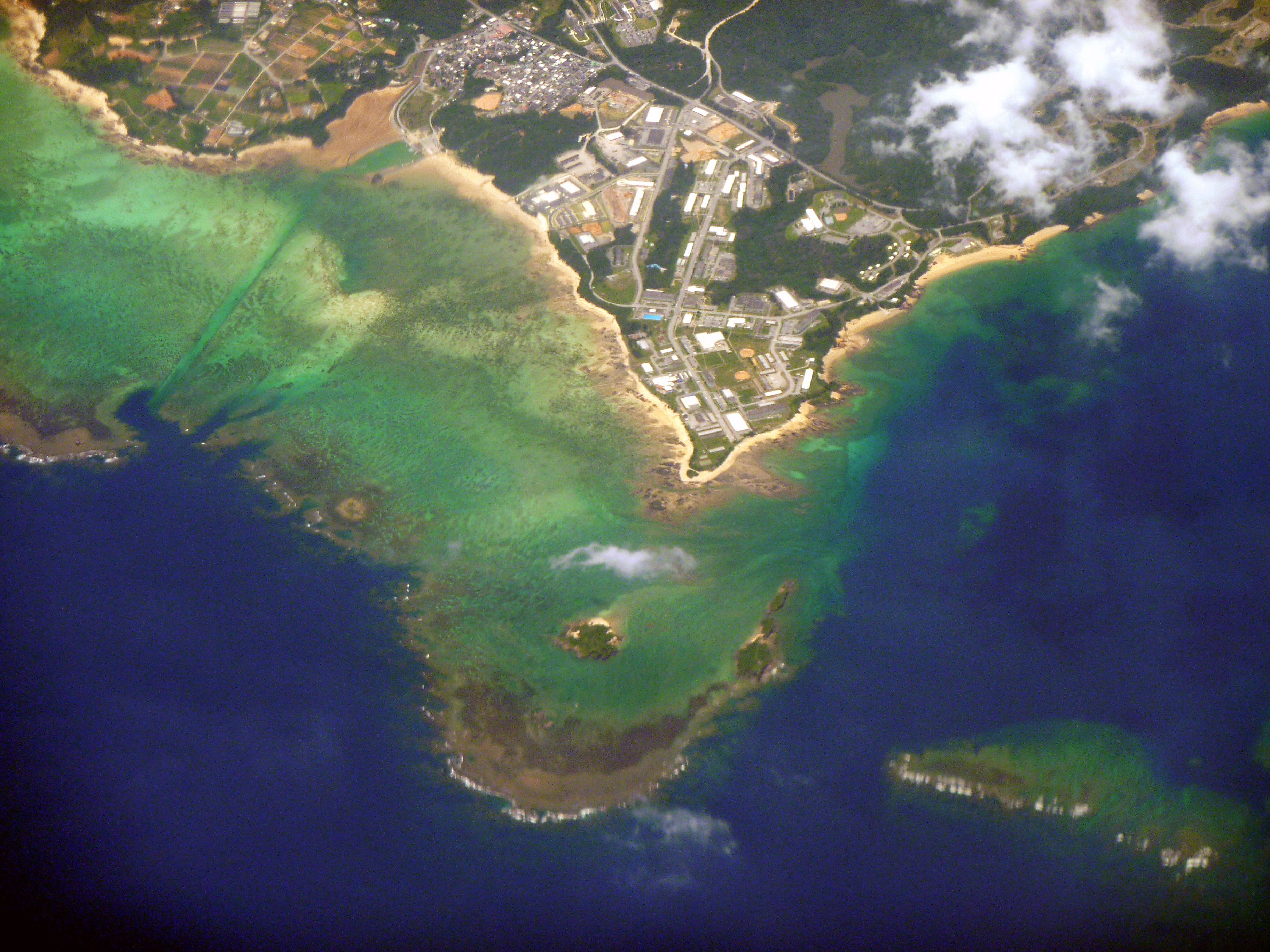
上空から見たキャンプ・シュワブ（辺野古岬付近）

現在キャンプ・シュワブの沖合で、基地建設が始まっているが、この海域は絶滅危惧種のジュゴンの生息北限であることなどから、住民をはじめ自然保護団体や反戦運動団体から反対の声が挙がっている。
2006年（平成18年）9月には、移設に先立つ文化財調査を巡って公務執行妨害容疑で平和市民連絡会の共同代表である牧師が逮捕された（その後釈放されている）。団体側は不当逮捕と訴えている。
この反対派の「妨害」行為に対応するためとして、海上自衛隊の掃海母艦「ぶんご」が派遣された。久間章生防衛相は、短時間に器具の設置を行うために防衛施設庁から依頼があったため、国家行政組織法に基づいて派遣を決定したとしている。ただし、警備などの行動は行わないとしている。
普天間基地「移設」に関する事業で、自衛隊の艦艇が派遣されるのは異例であり、ぶんごは12.7mm重機関銃や76mm砲などの武装を備えているため、反対派は「活動そのものを威圧するもの」、「旧日本軍を思い出させる。」として批判している。仲井真弘多沖縄県知事も『（掃海母艦を出すのは）銃剣を突きつけているような連想をさせ、強烈な誤解を生む。防衛省のやり方はデリカシーに欠ける』と抗議を行った。掃海母艦の派遣決定以降、インターネット上でも反対派の活動がより活発になった。結局、「ぶんご」は、調査に隊員を派遣したものの、調査海域に姿を見せなかった。
2007年（平成19年）5月19日、移転のための現況調査作業を海中で行っていた調査会社のダイバーが、タンクの空気を吸うため口にくわえたレギュレーターを反対派と見られるダイバーから外されたというダイバーからの申告があり、その他にも調査への妨害があったという主張が現場からなされたため、海上保安本部の第11管区が捜査に乗り出している。それに対して、反対派は事実ではないと反論している。
反対派は非暴力による抗議をしているダイバーに海上保安庁、海上自衛隊の職員が水中で殴る蹴るの暴行を加えるなど悪質な態度を取っていると主張をしている。
また、調査機器の設置により珊瑚が破壊されていることが5月21日までに時事通信社の報道で判明した。琉球新報や北海道新聞もこの事実を伝え、国の調査方法を批判した。
2007年（平成19年）6月6日に発覚した情報保全隊の市民活動監視問題に関して、社会民主党の福島瑞穂党首と保坂展人議員は6月8日に市ヶ谷の防衛省を訪問し、守屋武昌事務次官に市民活動監視は不当・不法として抗議を行ったが、その際に守屋次官はキャンプ・シュワブでの基地移設反対運動についても、海自の情報保全隊が事後の情報収集を行っていると言及したと保坂議員は自身のブログで報告している。ただし守屋次官はその後の記者団との非公式会見ではこの事を否定しており、各社の報道は両論併記となった。
一方で、現地にて環境現況調査（反対派は中止を要求）を受注したいであの作業員が、阻止行動に出ている反対派関係者に対し殺人未遂同然の行為（スクーバダイビング装備の水中でのバルブ閉止）を行なったとして防衛省に対し抗議がされている。ただし、この被害者は現時点で警察に被害届を出しておらず、バルブ閉止を行った物的証拠なども今のところ存在しない。
2010年（平成22年）1月24日、沖縄県名護市市長選挙が投開票され、アメリカ軍基地の普天間飛行場について同市辺野古沖への「移設」に反対する無所属新人で前市教育長の稲嶺進の当選が確定した。2006年（平成18年）に日米両政権が合意したキャンプ・シュワブ沿岸部への同飛行場「移設」計画の実行が地元住民の反対にあって暗礁に乗り上げる可能性もある。鳩山由紀夫内閣は2009年（平成21年）にこの移設問題の結論を5月に持ち越すことを明らかにし、県外移設の可能性を探っていたが有力な候補地が見つからず、最終的に県外移設を反故にした経緯がある。

## 基地内の遺跡等の調査

### 文化財調査
辺野古・久志地区の文化財および遺跡調査は米軍基地内に存在するため、非常に困難な状況にあり、埋蔵文化財を含む調査発掘等はほとんど進展していない。また文化財調査で発掘された陶器などの遺物も、米軍の許可を得ることができず、そのまま現地にもどすことを余儀なくされている。
キャンプ・シュワブ内には、現在判明しているだけでも、思原遺跡、大又遺跡、思原長佐久遺物散布地、思原石器出土地、ヤニバマ遺物散布地、美謝川集落関連遺跡群、大浦崎収容所跡、長崎兼久遺物散布地の8遺跡が確認されており、海岸線沿いのキャンプ地と、辺野古基地の埋め立て区域に点在している。
普天間代替施設の埋立区域となっているキャンプ・シュワブ海域において2014年から埋蔵⽂化財分布調査が行われ、縄文時代の大山式土器、石器や石錘、陶器や磁器など様々な時代にわたる多数の遺物が確認された。特に、2015年2-3月の文化財調査では北側の護岸建設予定地から県内でも数個しか発見されていない琉球王国時代の碇石が発掘された。名護市教育委員会は発掘で得られた碇石に関しアメリカ軍に引き渡しを求めていたが、6月12日にようやく返還された。
辺野古基地埋立の土砂採集予定地となっている美謝川集落関連遺跡群では、琉球王朝時代の街道「国頭方東海道」の遺構などが確認されている。

### 大浦崎収容所跡
2017年12月12日、米海兵隊がその公式ホームページでシュワブの沿革に久志村を大浦崎市と誤って記載していたことを東京新聞が指摘した後、海兵隊が大浦湾収容所の記載そのものをすべてページから削除したことがわかった。今もキャンプ・シュワブのページには、米軍が管理し運営していた「大浦崎収容所」の記述はない。
2020年12月7日、名護市教育委員会は、キャンプ・シュワブ内に今も残る遺跡大浦崎収容所跡の発掘調査と保存に関し、ほとんど調査もされていないことから沖縄防衛局を通して現状保存を求めてきたが、防衛局は米側の意向で現状保存を行わないことを明らかにした。大浦崎収容所跡地については、基地内にあるため実態調査も十分になされておらず、この地で米軍に強制収容され亡くなった住民の数は少なくとも304人であることが沖縄県平和祈念資料館の資料で明らかとなっているが、1956年に基地として接収されたまま、遺骨などの調査も不十分であることが指摘されている。